# Suluki
Suluki va ser una ciutat de l'Imperi Hitita d'ubicació desconeguda més enllà del fet que es trobava al centre del país. Es va revoltar contra el rei hitita Ammunas cap a mitjans del segle xvi aC, juntament amb altres ciutats i territoris, Adaniya, a Kizzuwatna, i Arzawa, Sallapa i Kayseri. Els fets estan descrits a la Proclamació de Telepinus, que parla del regnat d'Ammunas qualificant-lo de desastrós.